# Jelena Vjatsjeslavovna Moechina

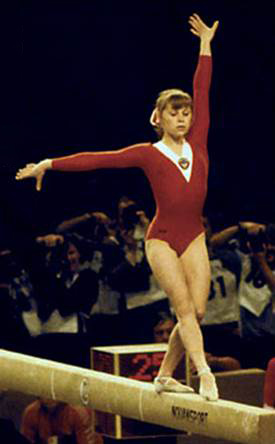
Jelena Moechina - evenwichtsbalk WK turnen 1978 te Straatsburg.

Jelena Vjatsjeslavovna Moechina (Russisch: Елена Вячеславовна Мухина) (Moskou, 1 juni 1960 – aldaar, 22 december 2006) was een Russisch turnster. In 1977 was ze de revelatie op de Europese kampioenschappen te Praag en in 1978 werd ze wereldkampioene allround in Straatsburg. Haar carrière kwam abrupt ten einde toen ze door een ernstige val tijdens de training aan alle vier de ledematen verlamd raakte.

## Biografie
Moechina werd op haar vijfde wees nadat haar moeder bij een brand was omgekomen en haar vader het gezin in de steek had gelaten. Sindsdien leefde ze samen met haar grootmoeder Anna Ivanova. Als kind was ze een onopvallend, verlegen en weinig lachend kind. In tegenstelling tot de meeste van haar leeftijdgenoten, die droomden van kunstschaatsen, had Moechina meer belangstelling voor gymnastiek. Toen op een dag een sportinstructeur tijdens de les binnenkwam met de vraag wie er geïnteresseerd was in het volgen van gymnastieklessen, meldde Moechina zich aan. Binnen de geledingen van de Russische turnwereld zou ze zich ontwikkelen tot topturnster op nationaal- en mondiaal niveau.

## Carrière
Moechina begon voor turnbegrippen op relatief late leeftijd, ze was rond de tien, met het beoefenen van turnen. Op haar veertiende maakte ze zich meester van oefeningen die andere gymnasten al ruim voor die leeftijd onder de knie hadden. Nadat ze in 1974 onder de hoede kwam van Mikhail Klimenko, tot dan trainer bij de mannen, werd ze binnen enkele jaren een wereldtopper. Binnen twee jaar had Klimenko haar op een zodanig niveau gebracht dat ze een programma kon turnen dat haar in aanmerking bracht voor deelname aan de Olympische Spelen van Montreal in 1976. Vanwege de moeilijkheidsgraad en de unieke combinaties die haar oefeningen kenmerkten, werd haar programma "Ruimte" genoemd. Omdat ze nog niet stabiel genoeg was in haar optreden, durfde het olympisch comité van de toenmalige Sovjet-Unie haar nog niet uit te vaardigen. Een jaar later brak ze definitief door tijdens de Europese kampioenschappen van 1977 in Praag. Ze werd tweede op de meerkamp achter Nadia Comăneci en won goud op vloer, balk en brug. Tijdens het wereldkampioenschap van 1978 in Straatsburg versloeg ze Comăneci en werd ze wereldkampioene allround. Ze won hier drie gouden en twee zilveren medailles. Op de Europese kampioenschappen van 1979 in Kopenhagen behaalde ze wederom tweemaal eremetaal: goud op de brug en zilver op de vloer. Met de Olympische Zomerspelen van Moskou (1980) voor de deur, waren de verwachtingen bij de Sovjet-autoriteiten hooggespannen. Het zou anders lopen.

## Blessures en trainingsregime
Moechina heeft niet alleen bekendheid verkregen door haar turnprestaties, maar ook door een ongeluk tijdens een training in de aanloop naar de Olympische Spelen. Twee weken voor het begin van de Olympische Zomerspelen van 1980, brak ze drie halswervels met als gevolg dat ze de rest van haar leven ernstig verlamd zou blijven. Gezien de mentaliteit en de eisen die de autoriteiten van de voormalige Sovjet-Unie stelden aan hun elite gymnasten kon op een dergelijk ongeluk gewacht worden.
In 1975 kwam ze na een ongelukkige landing op haar hoofd dermate verkeerd terecht dat ze een trauma aan haar halswervel opliep. Bij een dergelijke blessure is het niet mogelijk om het hoofd te draaien en is er tijd nodig om te herstellen. Toch besloot haar coach Klimenko om haar trainingen te continueren. Dagelijks nam hij haar vanuit het ziekenhuis mee naar het turncentrum en verwijderde daar de orthopedische kraag, noodzakelijk voor haar revalidatie, zodat er getraind kon worden. In 1977 viel ze tijdens een training zo hard van de evenwichtsbalk dat ze het gevoel had dat haar ribben gebroken waren. Toen de pijn ondraaglijk werd en ze haar trainer hierop attendeerde, was Klimenko's reactie: "Jij zoekt altijd een excuus om maar niet te hoeven oefenen". Tijdens de voorbereiding op de Spartakiade van 1978 ging Moechinas duim tijdens een oefening op de brug met ongelijke leggers volledig uit de kom. Uit angst voor Klimenko's reactie loste ze zelf dit pijnlijke probleem op en bracht ze de duim eigenhandig weer terug in het gewricht.
In het najaar van 1979 brak ze tijdens een turndemonstratie in Engeland haar been, waardoor ze onder andere niet kon meedoen aan de wereldkampioenschappen in Fort Worth. Ze werd geopereerd, maar na anderhalve maand bleek dat het been niet goed geheeld was en ze opnieuw geopereerd moest worden. Coach Klimenko wilde niet wachten tot ze volledig hersteld was en dwong Moechina om de training met één been in het gips te hervatten. In een interview uit 1988 met Oksana Polonskaya voor het tijdschrift Ogonyok zei Moechina het volgende over die periode:

... omdat ik mijn afzetbeen op een wedstrijd in 1979 had gebroken en de salto slecht deed. Maar de race was in volle gang - de Olympische Spelen kwamen eraan. De doktoren? Hoe het zit met de doktoren ... Ze zijn er niet om je gezondheid te bewaken, maar om de sport te dienen. Ik vroeg: "Ontsla me niet uit het TsITO (Centraal Instituut voor Traumatologie en Orthopedie), want ze slepen me van huis uit naar de trainingen." Ze verwijderden het gips en toen bleek dat ik scheef liep. Ze namen een röntgenfoto waaruit bleek dat de botten van elkaar waren gescheiden. Direct na de lunch lag ik op de operatietafel. De volgende dag kwam mijn coach langs en die zei dat ik niet toegewijd was en dat ik in het gips mijn trainingen kon hervatten ...

Vervolgens werden de trainingen geïntensiveerd en de complexiteit en moeilijkheidsgraad van haar programma nog verder opgevoerd. Een nieuw element, de Thomas Salto, die alleen door de mannen werd geturnd werd door Klimenko aan haar programma toegevoegd. Moechina waarschuwde haar coach meermaals dat ze niet in staat was dit element te turnen en dat ze op een dag haar nek zou breken. In de documentaire "More than a Game" van Arts and Entertainment uit 1991 verwoordde Moechina het zo:

...mijn letsel was te verwachten. Het was een ongeval dat te voorzien was. Het was onvermijdelijk. Ik had meer dan eens gezegd dat ik mijn nek zou breken met dat element. Ik had mezelf al meerdere malen ernstig verwond, maar hij (coach Mikhail Klimenko) reageerde alleen maar door te zeggen dat mensen zoals ik hun nek niet breken

Klimenko negeerde haar waarschuwingen. Twee weken voor de Olympische Spelen werd werkelijkheid waar ze voor gewaarschuwd had. Tijdens het trainen van die bewuste Thomas Salto, landde ze op haar kin en brak daarbij drie halswervels. De diagnose tetraplegie, verlamming van de vier ledematen, betekende het einde van haar turncarrière. Sindsdien zat ze in een rolstoel. Ze stierf aan complicaties van tetraplegie op 22 december 2006.
De Sovjet-Unie kende haar de Lenin-orde toe en het IOC de zilveren medaille in de olympische orde.

## Nasleep
Uit de memoires van neurochirurg Professor A.V. Livshits blijkt dat Moechina in kritieke toestand lag toen hij werd opgeroepen om haar te opereren. Onder de supervisie van de hoogste Sovjet-autoriteiten werd groen licht gegeven om de operatie, die 4,5 uur zou duren, uit te voeren. Moechina overleefde maar haar lichaam was gebroken. Vervolgens werd wat Moechina, die in de voormalige Sovjet-Unie werd gezien als heldin en toonbeeld van de suprematie van het communisme over het kapitalisme, was overkomen voor de bevolking verborgen gehouden.

...Ik wachtte erop dat mijn bekendheid zou verdampen. Het was onbeduidend geworden. Brieven? Ja, mensen schreven me. De brieven kenmerkten zich grotendeels door onwetendheid. Ze bleven me maar vragen wanneer ik weer zou terugkeren om aan wedstrijden mee te doen. Het enige dat ik wilde is dat men mij met rust liet. Natuurlijk kon ik het ze niet kwalijk nemen dat ze werden misleid - want het was na mijn ongeluk gelijk duidelijk dat ik nooit meer een normaal leven zou leiden laat staan zou terugkeren naar turnen. Ja, men werd misleid. De fans waren geconditioneerd om in de heldendaden van atleten te geloven - voetballers met botbreuken keren weer terug naar het voetbalveld en ijsdansers met hersenschuddingen keren weer terug naar het ijsstadion. Waarom? Met welk doel? Om te melden dat 'de taak van het thuisland is voltooid'?"

Toen zeven jaar na haar ongeluk de Sovjet-Unie uit elkaar begon te vallen, werd duidelijk wat er met haar gebeurd was en hoe het zover had kunnen komen. De omstandigheden in het voormalige Oostblok waaronder de elite gymnasten moesten presteren, werden getypeerd door manipulatie en uitbuiting. Moechina hierover in de documentaire "Triumph of the Spirit" (uitgebracht 1998):

...Er is nu meer vrijheid dan toen. Vijftien jaar geleden was het als een vreselijke slavernij. Of je iets wel of niet kon (laat staan of je het überhaupt wilde of niet) interesseerde niemand. Je had het te doen. Als ik zei: "Ik zal breken", dan kreeg ik te horen "breek dan maar niemand zal er wakker van liggen". Als mens voelde ik mij vernederd. Schaamte vervult me als ik mezelf terugzie in die vernedering van toen. Ik werd als waardeloos getypeerd. Hij (de trainer) zei: "je bent waardeloos, al je prestaties heb je aan mij te danken"

## Prijzen
| Jaar | Kampioenschap           | Alr. | Team | PS | BR | EB | VL |
| ---- | ----------------------- | ---- | ---- | -- | -- | -- | -- |
| 1977 | World Cup               |      |      |    | 1e | 1e |    |
| 1977 | Europees kampioenschap  | 2e   |      | 3e | 1e | 1e | 1e |
| 1977 | Nationaal kampioenschap | 2e   |      |    | 3e |    | 1e |
| 1977 | USSR Cup                | 2e   |      |    |    |    |    |
| 1978 | Wereldkampioenschap     | 1e   | 1e   |    | 2e | 2e | 1e |
| 1978 | Nationaal kampioenschap | 1e   |      |    | 1e |    | 3e |
| 1979 | Europees kampioenschap  |      |      |    | 1e |    | 2e |
| 1979 | Nationaal kampioenschap |      |      |    | 1e |    |    |